# Жорстокий (фільм)
Жорстокий (англ. Brutal) — американський фільм жахів 2007 року.

## Сюжет
У містечку Блек-Вотер завівся серійний вбивця. З лякаючою регулярністю він вбиває місцевих дівчат і залишає на їх останках квіти. Місцевий шериф наполегливо відмовляється визнавати факт його існування. Шериф хоче зберегти своє місце на майбутніх виборах, а приїзд агентів ФБР може виставити його роботу в поганому світлі. Через таку політику молода помічниця шерифа — Зоя, яка приїхала з великого міста разом з нахабним журналістом, вирішує ловити маніяка без його допомоги. Ловлять дуже невдало, так як відсутність у обох вищої освіти заважає їм зрозуміти логіку маніяка. Зрозуміти її зможе тільки місцевий фермер-аутист, що живе на околиці міста зі своїми мисливськими собаками.

## У ролях
- Крістал Стоун — Джеймі
- Ерік Ланж — Еван
- Сара Томпсон — Зої
- Джеффрі Комбс — шериф Джиммі
- Дон О. Нолтон — Док МакКолл
- Вільям Санфорд — Рік
- Вітні Андерсон — Вікі
- Сайрус Александр — Чез
- Дженна Лі — дружина Джиммі
- Деніел Торрес Коупленд — син Джиммі
- Франческа Хейзел Коупленд — донька Джиммі
- Марлоу — собака 1
- Лесі — собака 2